# Robert Mitchell
Robert Mitchell (14 december 1913 - november 1996) was een Brits waterpolospeler.
Robert Mitchell nam als waterpoloër tweemaal deel aan de Olympische Spelen; in 1936 en 1948. In 1936 maakte hij deel uit van het britse team dat achtste werd. Hij speelde in alle zeven wedstrijden mee. In 1948 verloor het Verenigd Koninkrijk al in de eerste ronde. Mitchell speelde in allebei de wedstrijden.
Leslie Ablett · 
Ernest Blake · 
David Grogan · 
William Martin · 
David McGregor · 
Frederick Milton · 
Robert Mitchell · 
Alfred North (G) ·
Leslie Palmer · 
Reginald Sutton · 
Edward Temme
Charles William Brand · 
Roy Garforth · 
Robert Gentleman · 
Peter Hardie · 
Ian Thompson Johnston · 
Trevor J. Lewis · 
David Murray · 
Reginald Potter · 
John Jones (R) ·
Robert Mitchell (R) ·
G. F. Weber (R)